# Doge (internetfænomen)
 For alternative betydninger, se Doge (flertydig). (Se også artikler, som begynder med Doge)
Doge er en såkaldt “meme” også kendt som internetfænomen, der blev kendt i 2013. På de fleste billeder af Doge ser man en Shiba, der stirrer på én, mens flerfarvet tekst i Comic Sans “svæver” omkring den. Teksten står med en slags engelsk, der ikke er skrevet ordentligt. Doge er en hun-hund ved navn Kabuso. 
Kabuso er en frugt, og shibaen blev kaldt netop Kabuso pga. ejeren der syntes at hendes hoved lignede kabusoen. Doge blev kendt da et billede fra 2010 blev kåret som årets “meme” i 2013. Der er tilmed også et Google-easter egg med hunden. Doge blev kendt, da billedet blev spammet på Reddit’s r/MURICA-subreddit af 4chan. Memet blev i 2013 rangeret som nr. 12 på MTV’s “50 Things Pop Culture Had Us Giving Thanks For”-liste. I spillet “The Legend Of Zelda: Tri Force Heroes” kan man se en refence til internetfænomenet (i den nordamerikanske version).
 Der er for få eller ingen kildehenvisninger i denne artikel, hvilket er et problem. Du kan hjælpe ved at angive troværdige kilder til de påstande, som fremføres i artiklen.